# Horisme predotai
Horisme predotai là một loài bướm đêm trong họ Geometridae.